# إيلي غرينوود
إيلي غرينوود (بالإنجليزية: Ellie Greenwood) هي عداءة ألتراماراثون ‏ بريطانية، ولدت في 14 مارس 1979 في دندي في المملكة المتحدة.

## وصلات خارجية
- الموقع الرسمي
- إيلي غرينوود على موقع الاتحاد الدولي لألعاب القوى (الإنجليزية)
- إيلي غرينوود على موقع الاتحاد الألماني للألترا ماراثون (الإنجليزية)
- إيلي غرينوود على موقع ThePowerOf10.info (الإنجليزية)
- إيلي غرينوود على موقع رابطة إحصائيات سباق الطريق (الإنجليزية)
- إيلي غرينوود على موقع الرابطة الدولية لركض المسار (الإنجليزية)